# Doddie Weir Cup
Der Doddie Weir Cup ist eine von Hamilton & Inches gestaltete Trophäe in der Sportart Rugby Union, die im Rahmen des Six-Nations-Turniers dem Gewinner des Spiels zwischen Schottland und Wales überreicht wird.
Sie ist nach Doddie Weir benannt, der 2016 an ALS erkrankte und 2022 aufgrund der Krankheit starb. Weir war Zweite-Reihe-Stürmer und bestritt zwischen 1990 und 2000 insgesamt 61 Rugby-Union-Partien für die schottische Nationalmannschaft. Er gründete 2017 die Wohltätigkeitsorganisation My Name’5 Doddie (die Nummer 5 verweist auf Weirs langjährige Rückennummer), die Spenden zur Erforschung und Behandlung von ALS sammelt.
Geschaffen wurde die Trophäe durch den schottischen Juwelier Hamilton & Inches, der auch den Calcutta Cup und den Cuttitta Cup gestaltet hat. Die Trophäe besteht aus Sterlingsilber.
Erstmals wurde die Trophäe am 3. November 2018 vergeben, als sich Wales im Rahmen der End-of-year Internationals im heimischen Millennium Stadium in Cardiff mit 21:10 gegen Schottland durchsetzte. Im Vorfeld der Begegnung waren die Welsh Rugby Union und die Scottish Rugby Union in Kritik geraten, die zunächst nicht vorgesehen hatten, Teile der Eintrittsgelder an Doddie Weirs Wohltätigkeitsorganisation zu spenden. Nach öffentlichem Druck lenkten die beiden Verbände ein. Seitdem spielen Schottland und Wales im Rahmen der Six Nations um den Doddie Weir Cup. Schottland gewann diesen, nach einem weiteren Sieg von Wales im Jahr 2019, erstmals im Jahr 2020.

## Liste der Sieger
| Datum            | Begegnung          | Ergebnis | Ort                            |
| ---------------- | ------------------ | -------- | ------------------------------ |
| 3. November 2018 | Wales – Schottland | 21:10    | Millennium Stadium, Cardiff    |
| 9. März 2019     | Schottland – Wales | 11:18    | Murrayfield Stadium, Edinburgh |
| 31. Oktober 2020 | Wales – Schottland | 10:14    | Parc y Scarlets, Llanelli      |
| 13. Februar 2021 | Schottland – Wales | 24:25    | Murrayfield Stadium, Edinburgh |
| 12. Februar 2022 | Wales – Schottland | 20:17    | Millennium Stadium, Cardiff    |
| 11. Februar 2023 | Schottland – Wales | 35:7     | Murrayfield Stadium, Edinburgh |
| 3. Februar 2024  | Wales – Schottland | 26:27    | Millennium Stadium, Cardiff    |
| 8. März 2025     | Schottland – Wales | 35:29    | Murrayfield Stadium, Edinburgh |